# Ji So-yun
Ji So-yun, född den 21 februari 1991 i Seoul, är en sydkoreansk fotbollsspelare (mittfältare/anfallare) som spelar för Chelsea och det sydkoreanska landslaget.
Inför VM i Frankrike år 2019, där hon var en del av den sydkoreanska truppen, hade hon gjort 54 mål på 117 landskamper. Ji So-yun blev målskytt i 2-2-matchen mot Costa Rica under VM i Kanada år 2015. Målet gjordes på en straffspark. Hon var den näst bästa målskytten i U20-VM år 2010 (där Sydkorea tog brons) och utsågs också till turneringens näst bästa spelare.